# Hipponix antiquatus
Hipponix antiquatus is een slakkensoort uit de familie Hipponicidae. De wetenschappelijke naam werd gepubliceerd in 1767 door Carl Linnaeus.